# Дечен Пем
Дечен Пем — бутанська співачка та акторка.

## Біографія
Дечен Пем розпочала кар'єру співачки у 1994 році, в тому ж році на студії звукозапису «Норлінг Драйянг» вийшов її дебютний альбом. 
У 1993 році Дечен Пем вступила до педагогічного інституту в Паро, після закінчення якого стала працювати викладачкою. Однак, у 2005 році повернулася до музики та кіно.
Дечен Пем одружена, має двох дітей.

## Музикографія
Final Cry (фільм)
- Phu Ru Ru Ru
- Zamling Miee Bumo

Perfect Girl (фільм)
- Tendre
- Gawai Semten

Norbu My Beloved Yak (фільм)
- Gang Thowai
- Olo Lo Lai
- Gungsa Yala

Golden Cup (фільм)
- Gangchen
- Gesar Shichham

Arunachal Pradesh to Thimphu (фільм)
- So Ya So Ya
- Ha Hu..
- Tawang Bazer

## Фільмографія
- Sergyel
- Sem Gai Demtse
- Sem Hingi Sangtam

## Нагороди
Дечен Пем має 8 нагород за кращу фонограму у фільмах.